# Paridotea apposita
Paridotea apposita är en kräftdjursart som beskrevs av Barnard 1965. Paridotea apposita ingår i släktet Paridotea och familjen tånglöss. Inga underarter finns listade i Catalogue of Life.